# Saison 3 du Maître du Haut Château
Chronologie
Saison 2 Saison 4
Cet article présente le guide des épisodes de la troisième saison de la série télévisée américaine Le Maître du Haut Château (The Man in the High Castle).

## Distribution
Source : Allociné

### Acteurs principaux
- Alexa Davalos (VF : Sandra Valentin) : Juliana Crain
- Rupert Evans (VF : Anatole de Bodinat) : Frank Frink
- Luke Kleintank (VF : Valéry Schatz) : Joseph « Joe » Blake
- DJ Qualls (VF : Vincent de Bouard) : Ed McCarthy
- Joel de la Fuente (VF : Olivier Chauvel) : Takeshi Kido, inspecteur en chef du Kenpeitai
- Brennan Brown (VF : Bernard Bollet) : Robert Childan
- Bella Heathcote (VF : Karine Texier) : Nicole Dörmer
- Chelah Horsdal (VF : Laurence Bréheret) : Helen Smith
- Michael Gaston (VF : Gilbert Lévy) : Mark Sampson
- Jason O'Mara (VF : Jean-Baptiste Marcenac) : Wyatt « Liam » Price
- Cary-Hiroyuki Tagawa (VF : Patrick Osmond) : Nobusuke Tagomi, ministre japonais du Commerce
- Rufus Sewell (VF : François Delaive) : SS-Oberstgruppenführer John Smith

### Acteurs récurrents
- Arnold Chun (VF : Stéphane Fourreau) : Kotomichi
- Rick Worthy (en) (VF : Frantz Confiac) : Lemuel « Lem » Washington
- Aaron Blakely (VF : Stanislas Forlani) : Commandant Erich Raeder
- Quinn Lord (VF : Julien Crampon) : Thomas Smith
- Genea Charpentier (VF : Clara Quilichini) : Jennifer Smith
- Conor Leslie (VF : Victoria Grosbois) : Trudy Walker
- Gracyn Shinyei (VF : Clara Soares) : Amy Smith
- Bernhard Forcher (VF : Sylvain Agaësse) : Ambassadeur Hugo Reiss
- Stephen Root (VF : Michel Papineschi) : Hawthorne Abendsen, le « Maître du Haut Château »
- Kenneth Tigar (VF : Mathieu Rivolier) : Reichsführer Heinrich Himmler
- Giles Panton (en) (VF : Laurent Maurel) : Ministre Billy Turner, ministre de la propagande
- Laura Mennell (VF : Sophie Riffont) : Thelma Harris
- Akie Kotabe (VF : Cédric Ingrad) : Sergent Nakamura
- Eijiro Ozak (VF : Stéphane Pouplard) : Grand Amiral Inokuchi
- John Hans Tester (VF : Hervé Bellon) : Dr Josef Mengele
- Ann Magnuson (VF : Blanche Ravalec) : Caroline Abendsen
- David Furr (en) (VF : Gilduin Tissier) : Reichsmarschall d'Amérique du Nord George Lincoln Rockwell
- William Forsythe (VF : Paul Borne) : Directeur J. Edgar Hoover
- James Neate (VF : Fred Colas) : Jack
- Ty Olsson (VF : Jean-Alain Velardo) : Commandant Tod Metzger
- Tamlyn Tomita (VF : Christiane Ludot) : Tamiko Watanabe
- Jeffrey Nordling (VF : Jean-Pascal Quilichini) : Dr Daniel Ryan
- Janet Kidder (VF : Anne Massoteau) : Lila Jacobs
- Ben Cotton (VF : Jérémie Bérdune) : Earle

## Épisodes

### Épisode 1:Nous nous occupons de vous
- : 5 octobre 2018 sur Amazon Video

### Épisode 2:Imaginez la Manchourie
- : 5 octobre 2018 sur Amazon Video

### Épisode 3:Sensô Kôi
- : 5 octobre 2018 sur Amazon Video

### Épisode 4:Sabra
- : 5 octobre 2018 sur Amazon Video

### Épisode 5:Le Nouveau Colosse
- : 5 octobre 2018 sur Amazon Video

### Épisode 6:L'Histoire se termine
- : 5 octobre 2018 sur Amazon Video

### Épisode 7:Excès d'animus
- : 5 octobre 2018 sur Amazon Video

### Épisode 8:Kasumi
- : 5 octobre 2018 sur Amazon Video

### Épisode 9:Baku
- : 5 octobre 2018 sur Amazon Video

- Le Baku est créature mythique issue du folklore chinois.

### Épisode 10:Jahr Null
- : 5 octobre 2018 sur Amazon Video